# Colotois mariscolore
Colotois mariscolore là một loài bướm đêm trong họ Geometridae.